# 梅赖伊·考耶坦
卡杰坦·冯·梅雷（匈牙利語：kapos-mérei Mérey Kajetán，1861年1月16日—1931年2月2日），是奥匈帝国时期的匈牙利裔贵族和外交官。梅雷在1901年至1907年间担任帝国外交部第一课课长，曾作为帝国代表出席第二次海牙和平会议。之后于1910年至1915年期间转任驻意大利全权大使，直到1915年5月同意大利断交为止。1917年12月，梅雷被任命为奥匈帝国代表团成员和苏维埃俄国进行停战谈判。次年3月3日，他参与签署了《布列斯特-立陶夫斯克条约》。